# Castoraeschna castor
Castoraeschna castor är en trollsländeart som först beskrevs av Brauer 1865.  Castoraeschna castor ingår i släktet Castoraeschna och familjen mosaiktrollsländor. Inga underarter finns listade i Catalogue of Life.